# Печёный картофель
Печёный картофель — блюдо из картофеля. Печёный картофель имеет рыхлую структуру и плотную кожуру, блюдо из него может быть подано к столу с начинками и приправами, такими, как масло, сыр или ветчина.
Картофель можно запекать в обычной газовой или электрической плите, конвекционной печи, микроволновой печи, на барбекю гриле или на открытом огне. Некоторые рестораны используют специальные печи, предназначенные для того, чтобы готовить большое количество картофеля, затем держат его в тепле, чтобы блюдо было готово к подаче.
Перед приготовлением картофель должен быть чисто вымыт и высушен, с клубня удаляются глазки и поверхностные пятна. Клубни прокалываются вилкой или ножом, чтобы в процессе печения из него выходил пар. Если это не сделать, то картофель в процессе приготовления в микроволновой печи может быть разорван внутренним давлением от выделяемого пара. Картофель запекается также в обычной духовке при температуре около 200 °C. В микроволновой печи картофель запекается от шести до двенадцати минут, в зависимости от мощности духовки и размера картофеля.
Некоторые сорта картофеля, такие как 'Russet Burbank' и картофель сорта «Король Эдуард», больше подходят для выпечки из-за их размеров и консистенции.
Перед приготовлением картофель можно завернуть в алюминиевую фольгу, что при приготовлении на открытом огне или на углях мангала предотвратит обугливание кожуры. Картофель, приготовленный на углях костра, имеет обугленную несъедобную кожуру.
Картофель, запечённый в кожуре, может потерять от 20 до 40 % витамина С. Небольшой картофель можно испечь быстрее, чем крупный, при этом в нём останется больше витамина С.

## Варианты
В некоторых вариантах в запеченной картошке выбирается внутреннее содержимое. Запечённая кожура остается, как каркас для блюда. Выбранная картофельная масса смешивается с разными продуктами, такими, как сыр, сливочное масло или бекон. Эту смесь закладывают обратно в кожуру, кладут в духовку и заново запекают. В Америке это блюдо называется «Картофель в мундире» или «Дважды печёный картофель». В Великобритании используют более разнообразные, чем в Америке, начинки: фасоль, курица, рыба, креветки и др. В Шотландии для начинки используется хаггис (бараньи потроха).

## Региональные особенности

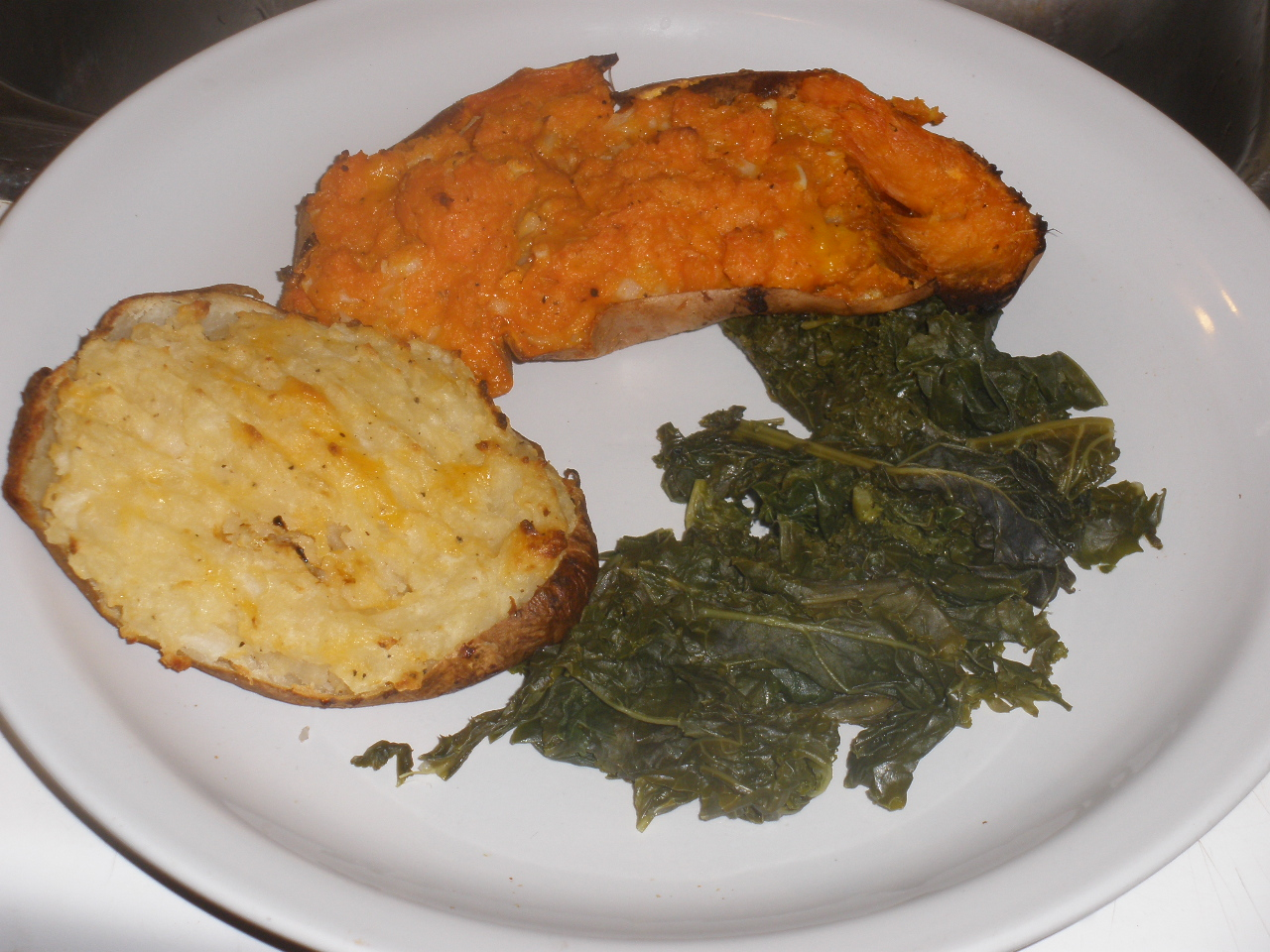
Печёный картофель и сладкий картофель с капустой

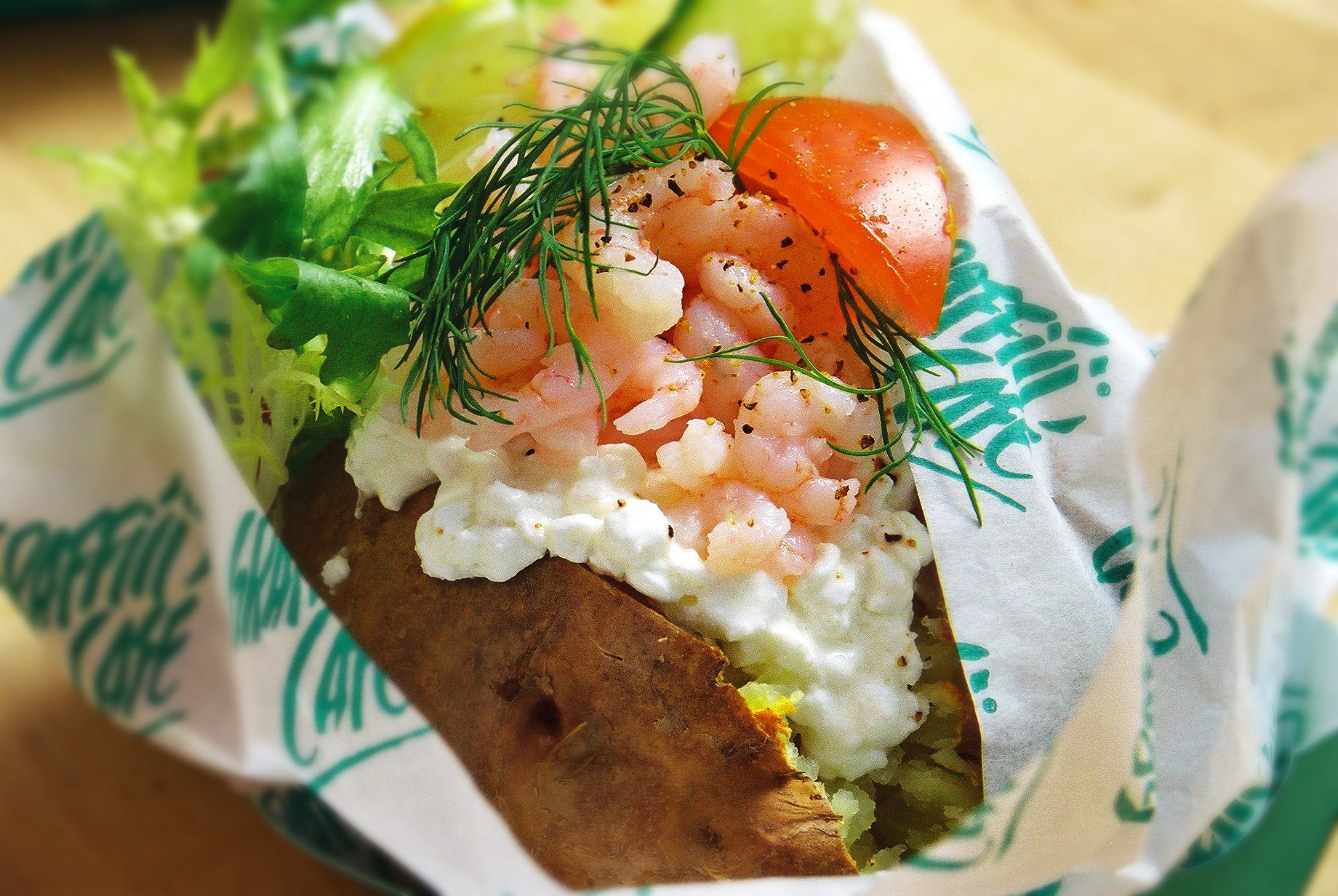
Печёная картошка с креветками, творогом, укропом, помидорами и салатом

### Северная Америка
Во многих ресторанах Северной Америки подают запеченный картофель с такими начинками, как сливочное масло, сметана, лук, тертый сыр, бекон. Запечёный картофель может быть гарниром для бифштекса.
Фаршированный запеченный картофель подается и как основное блюдо. В этом случае он подается с мясом. К блюду могут подаваться овощи.

### Великобритания

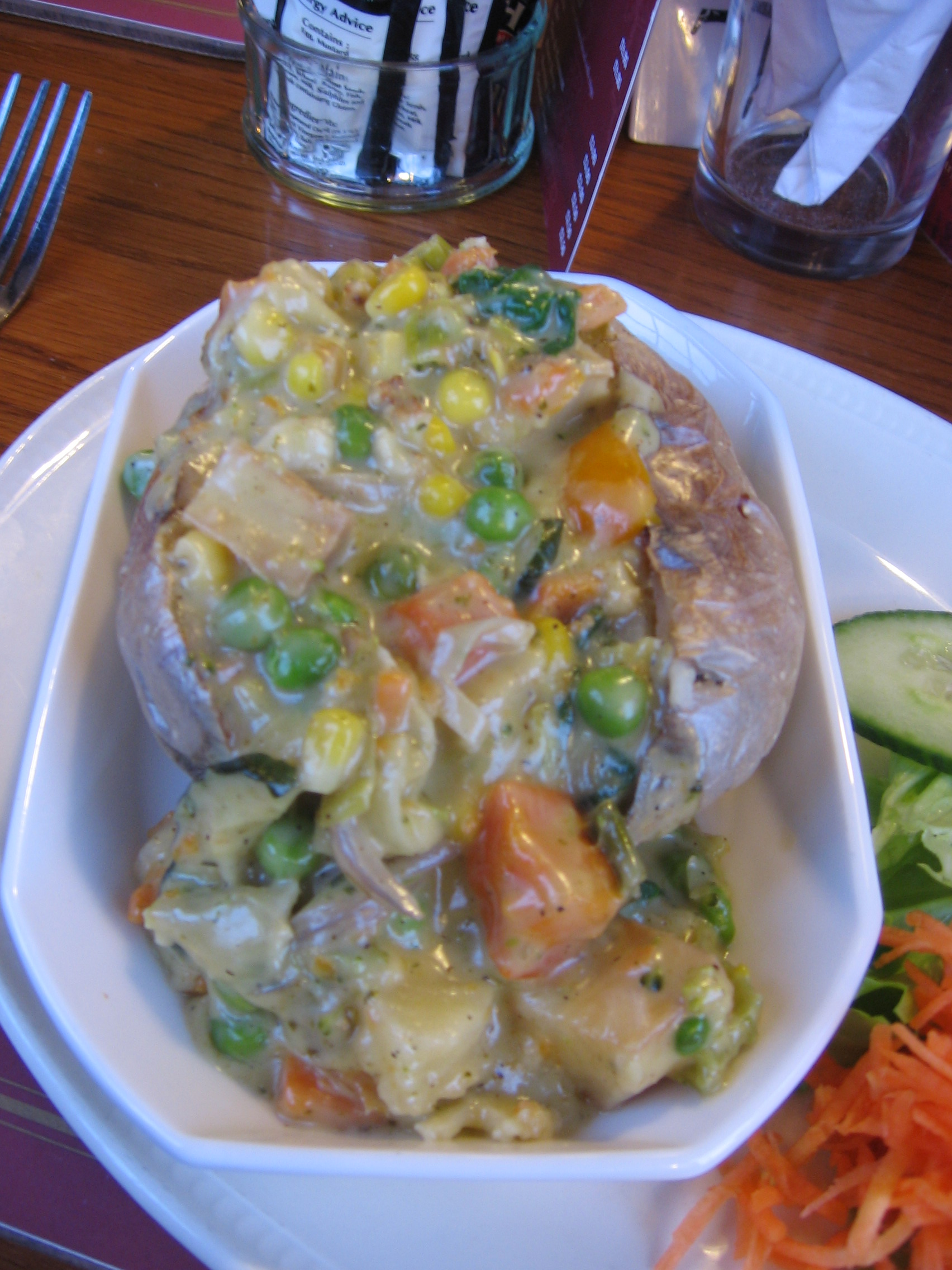
Печёный картофель с овощной подливкой в Соединённом Королевстве

Печёный картофель в Великобритании называется картофелем в мундире. Печёный картофель был популярен в Великобритании на протяжении многих лет. С середины XIX века его продавали лоточники на улицах городов. В Лондоне каждый день продавалось около 10 тонн печёного картофеля.
Картошка в мундире в Соединённом Королевстве часто продавалась с начинкой, включавшей в себя сыр, фасоль, рыбу, майонез, мясо курицы или бекон.
В настоящее время, в рамках перехода на здоровое питание, печёный картофель вновь появился на улицах Великобритании в передвижных кафе и ресторанах. Сеть ресторанов быстрого питания Spudulike специализируется на продаже печёного картофеля.

### Франция
Печёный картофель на французском языке — «pomme de terre au four». Во Франции он подается как гарнир к мясным блюдам или как основное блюдо в ресторанах фаст-фуда «Pataterie».

### Турция
В Турции Kumpir, печёный картофель с разными начинками, — популярный фаст-фуд. Здесь его чаще готовят в фольге и запекают в специальных печах. Картофель разрезают пополам, внутреннее содержимое смешивают с несоленым сливочным маслом и с сыром. Можно добавлять также такие продукты, как майонез, кетчуп, маринованные огурчики, кукурузу, сосиски, морковь, грибы и салат Оливье. В кафе Ортакей в Стамбуле kumpir популярен среди туристов.

### Россия
Хотя печёная картошка с различными начинками не считается традиционным русским блюдом (и в целом не входит в группу русской кухни), но в последнее время она набирает популярность как фаст-фуд. С 1998 года блюдо также распространено на предприятиях быстрого питания («Крошка Картошка» и т.п.).

### Бразилия
Печёный картофель довольно популярен в Бразилии. Там его называют batata inglesa (батата инглеса), что дословно переводится как английский картофель, вероятно, из-за выращивания в стране английского сорта картофеля Король Эдуард.